# Кодекс Аліментаріус
Ко́декс Алімента́ріус (Codex Alimentarius) — збірник міжнародно схвалених і поданих в однаковому вигляді стандартів на харчові продукти, розроблених під керівництвом FAO/WHO, спрямованих на захист здоров'я споживачів і гарантування чесної практики в торгівлі ними. Підготовлений та виданий Комісією Кодексу Аліментаріус.
Комісія Кодексу Аліментаріус (англ. Codex Alimentarius Commission) була створена в 1963 р. Продовольчою та сільськогосподарською організацією ООН (FAO) і Всесвітньою організацією охорони здоров'я (WHO) як їхній допоміжний орган для впровадження спільної FAO/WHO програми стандартів на продукти харчування.

## Керівні документи Кодексу Аліментаріус
Станом на липень 2016 року до Кодексу Аліментаріус було включено:
- 191 гармонізований міжнародний стандарт на продовольчі продукти,
- 76 керівництв,
- 105 граничнодопустимих концентрацій (ГДК) в продуктах харчування, що охоплюють 18 забруднень,
- Більш ніж 4037 ГДК, що охоплюють 3030 харчові добавки,
- 4846 ГДК пестицидів, що включають 294 пестициди,
- 50 правил щодо 610 ГДК у ветеринарних препаратах, що охоплюють 75 ветеринарних препаратів.[1]

Кодекс Аліментаріус містить стандарти на всі основні види харчових продуктів — сирі, напівоброблені та перероблені, які призначені для постачання споживачеві. Матеріали для подальшого перероблення в продукти харчування включені в ступені певною мірою, необхідною для досягнення обумовлених Кодексом цілей. Кодекс Аліментаріус містить положення щодо гігієни харчових продуктів, харчових добавок, залишків пестицидів, контамінантів, маркування і представлення продуктів, методів аналізу та відбору. Крім того він також містить положення рекомендаційного характеру, яких повинна дотримуватися міжнародна спільнота для захисту здоров'я споживачів і забезпечення однакових торговельних методів, у вигляді правил і норм, настанов та інших документів, що сприяють досягненню цілей Кодексу.
Стандарти Кодексу Аліментаріус включають вимоги до продовольства, спрямовані на гарантування споживачеві здорового, безпечного продукту харчування, вільного від фальсифікації, правильно маркованого і представленого. Стандарт Кодексу Аліментаріус для будь-якого продукту або продуктів розробляється згідно з форматом Кодексу для стандартів продукції і містить відповідні критерії.

## В Україні
Питаннями, пов'язаними із Кодексом Аліментаріус, в Україні займався у 2006 — 2015 рр. консультативно-дорадчий орган — Національна комісія України з Кодексу Аліментаріус.
Голова Комісії — Проданчук Микола Георгійович.
З 20.09.2015 положення про зазначену комісію втратило чинність у зв'язку із набуттям чинності відповідного Закону України «Про внесення змін до деяких законодавчих актів України щодо харчових продуктів» від 22.07.2014 № 1602-VII.
У 1999 — 2006 рр. діяла Національна комісія України із зводу харчових продуктів Кодекс аліментаріус — координуючий орган у сфері нормування, регламентації і стандартизації харчових продуктів за показниками їх якості та безпеки для здоров'я населення і виконання зобов'язань, що випливають із членства України у спільній комісії Продовольчої сільськогосподарської організації та Всесвітньої організації охорони здоров'я із зводу харчових продуктів Кодекс аліментаріус.